# Fátima Ouhaddou Nafie
Fátima Azzaharaa Ouhaddou Nafie (Jemisset, Marruecos, 30 de agosto de 1993) es una deportista española de origen marroquí que compite en atletismo, especialista en carreras en ruta. Ganó dos medallas de oro en el Campeonato Europeo de Atletismo en Ruta de 2025, en las pruebas individual y por equipo.

## Palmarés internacional
| Campeonato Europeo         | Campeonato Europeo         | Campeonato Europeo | Campeonato Europeo |
| Año                        | Lugar                      | Medalla            | Prueba             |
| -------------------------- | -------------------------- | ------------------ | ------------------ |
| 2024                       | Roma (Italia)              | Medalla de bronce  | Media maratón      |
| Campeonato Europeo en Ruta |                            |                    |                    |
| Año                        | Lugar                      | Medalla            | Prueba             |
| 2025                       | Bruselas/Lovaina (Bélgica) | Medalla de oro     | Maratón            |
| 2025                       | Bruselas/Lovaina (Bélgica) | Medalla de oro     | Maratón por equipo |

## Competiciones internacionales
| Representando a España \| Año \| Competición \| Sede \| Puesto \| Prueba \| Marca \| \| ---- \| ---------------------------- \| ---------------- \| --------- \| ------------- \| ------- \| \| 2023 \| Campeonato del Mundo \| Budapest \| DNF \| Maratón \| -- \| \| 2024 \| Campeonato de Europa \| Roma \| 14.º[n 1] \| Media maratón \| 1:11:14 \| \| 2025 \| Campeonato de Europa en Ruta \| Bruselas-Lovaina \| [n 2] \| Maratón \| 2:27:14 \| | Representando a España \| Año \| Competición \| Sede \| Puesto \| Prueba \| Marca \| \| ---- \| ---------------------------- \| ---------------- \| --------- \| ------------- \| ------- \| \| 2023 \| Campeonato del Mundo \| Budapest \| DNF \| Maratón \| -- \| \| 2024 \| Campeonato de Europa \| Roma \| 14.º[n 1] \| Media maratón \| 1:11:14 \| \| 2025 \| Campeonato de Europa en Ruta \| Bruselas-Lovaina \| [n 2] \| Maratón \| 2:27:14 \| | Representando a España \| Año \| Competición \| Sede \| Puesto \| Prueba \| Marca \| \| ---- \| ---------------------------- \| ---------------- \| --------- \| ------------- \| ------- \| \| 2023 \| Campeonato del Mundo \| Budapest \| DNF \| Maratón \| -- \| \| 2024 \| Campeonato de Europa \| Roma \| 14.º[n 1] \| Media maratón \| 1:11:14 \| \| 2025 \| Campeonato de Europa en Ruta \| Bruselas-Lovaina \| [n 2] \| Maratón \| 2:27:14 \| | Representando a España \| Año \| Competición \| Sede \| Puesto \| Prueba \| Marca \| \| ---- \| ---------------------------- \| ---------------- \| --------- \| ------------- \| ------- \| \| 2023 \| Campeonato del Mundo \| Budapest \| DNF \| Maratón \| -- \| \| 2024 \| Campeonato de Europa \| Roma \| 14.º[n 1] \| Media maratón \| 1:11:14 \| \| 2025 \| Campeonato de Europa en Ruta \| Bruselas-Lovaina \| [n 2] \| Maratón \| 2:27:14 \| | Representando a España \| Año \| Competición \| Sede \| Puesto \| Prueba \| Marca \| \| ---- \| ---------------------------- \| ---------------- \| --------- \| ------------- \| ------- \| \| 2023 \| Campeonato del Mundo \| Budapest \| DNF \| Maratón \| -- \| \| 2024 \| Campeonato de Europa \| Roma \| 14.º[n 1] \| Media maratón \| 1:11:14 \| \| 2025 \| Campeonato de Europa en Ruta \| Bruselas-Lovaina \| [n 2] \| Maratón \| 2:27:14 \| |         |
| Año | Competición | Sede | Puesto | Prueba | Marca   |
| --- | --- | --- | --- | --- | ------- |
| 2023 | Campeonato del Mundo | Budapest | DNF | Maratón | --      |
| 2024 | Campeonato de Europa | Roma | 14.º | Media maratón | 1:11:14 |
| 2025 | Campeonato de Europa en Ruta | Bruselas-Lovaina | 01 ! [ n 2 ] | Maratón | 2:27:14 |

1. ↑   por equipos
2. ↑   también por equipos